# クメンヒドロペルオキシド
クメンヒドロペルオキシド (cumene hydroperoxide、CHP) は有機の過酸化物の一種。
無色または黄色の液体である。ラジカル反応の開始剤として用いられるほか、クメン法によりベンゼンとプロピレンからフェノールとアセトンを合成する際の中間生成物、またプロピレンオキシド合成における酸化剤（住友化学 単産法）として工業的に重要な物質である。可燃性であり、79℃ 以上では爆発することがある。150℃ 以上で分解し、爆発の危険がある。強力な酸化剤であり、還元性物質や可燃性物質と容易に反応する。皮膚や目、粘膜に対して強い腐食性を示し、霧状のものを誤って吸引すると肺水腫の原因となる。